# دری کستل (کرجی)
دری کستل (کرجی) (به انگلیسی: Derry Castle (barque)) یک کشتی بود.